# Walter Kuchler
Walter Kuchler (* 9. September 1932 in Regen) ist ein deutscher Sportwissenschaftler, Autor, Forscher und Lehrer. Sein Arbeitsschwerpunkt liegt in der Weiterentwicklung des Skifahrens, des Skilehrwesens und der Skiausrüstung im Hinblick auf Erlebnis- und Gesundheitssport.

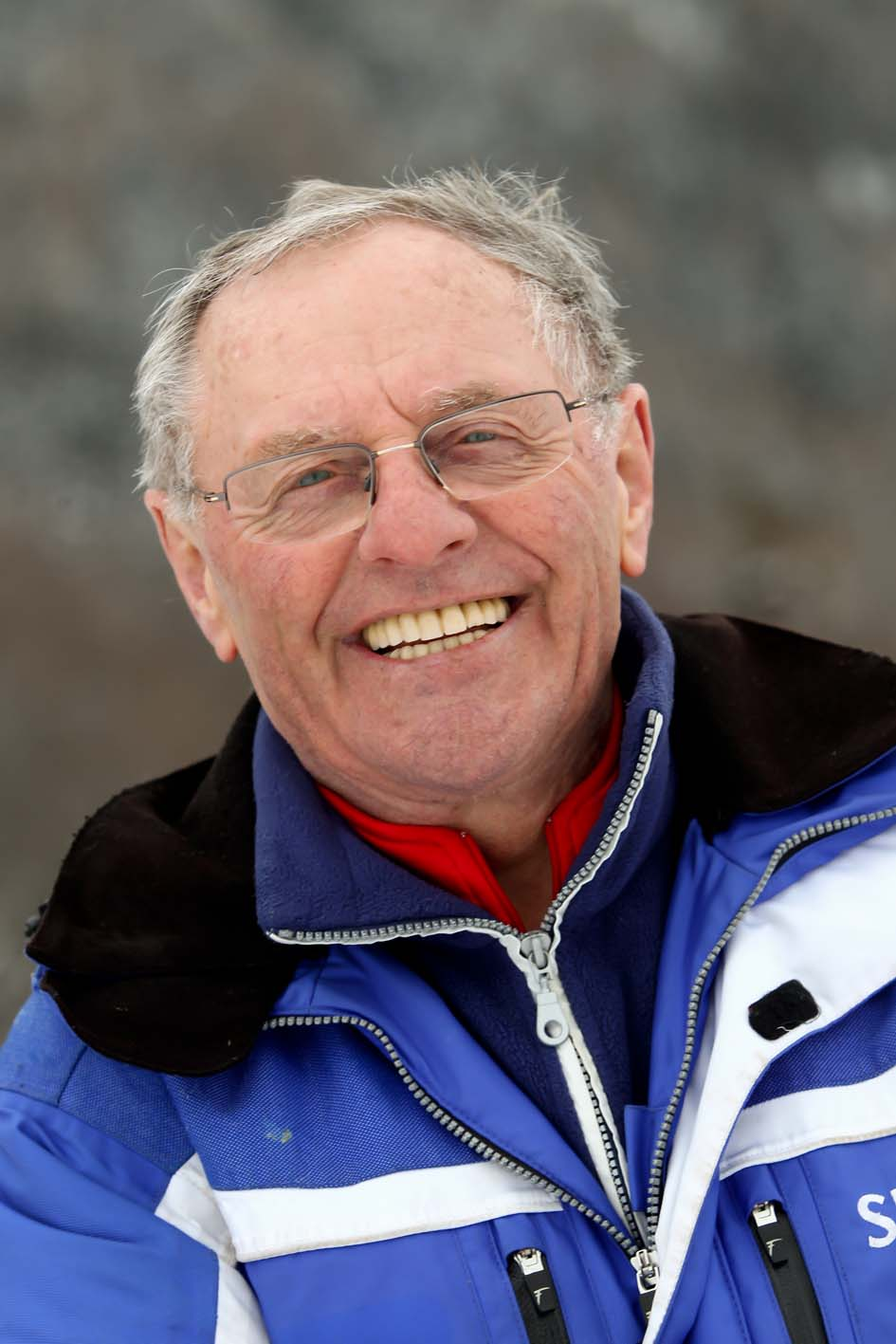
Walter Kuchler (2012)

## Karriere
Skiunterricht gab Walter Kuchler bereits Anfang der 1950er Jahre im Rahmen der Skischule Bayerwald. 1952 folgte die Lehrwarteprüfung und 1959 die Ausbilderprüfung beim Deutschen Skiverband (DSV), seit 1964 war er staatlich geprüfter Skilehrer. Er studierte Philosophie, Pädagogik und Theologie und promovierte 1968 mit der Doktorarbeit Sportethos an der Ruhr-Universität Bochum. Der Deutsche Sportbund verlieh ihm für diese Arbeit den Carl-Diem-Preis für die beste sportwissenschaftliche Arbeit der Jahre 1964 bis 1968. Im Deutschen Verband für das Skilehrwesen war er 1966 bis 1988 Mitglied der Lehrplankommission. Von 1969 bis 1971 war er Akademischer Rat am Sportinstitut der Ruhr-Universität Bochum. 1971 wurde er zum Institutsdirektor im Fach Sport an der Universität Dortmund berufen. Seit Anfang der achtziger Jahre entwickelte Kuchler eine Skitechnik, die er Diagonaltechnik nannte und die eine Grundlage der Carving-Technik wurde. Da diese heute allgemein praktizierte Technik der damaligen offiziellen Auffassung entgegenstand, führte das zum Zerwürfnis mit der Leitung des Deutschen Verbands für das Skilehrwesen. 1994 war er maßgeblich an der Gründung von SPORTS – Vereinigung für Wintersport als Freizeit- und Gesundheitssport – beteiligt, die Skilehrer für diesen Sektor ausbildet. Er war und ist regelmäßig an der theoretischen und praktischen Ausbildung von Skilehrern beteiligt, seit 1994 vor allem im Rahmen von SPORTS. Als größter Skitest der Welt wurde der jährliche Skitest bezeichnet, der für die Zeitschrift Skiläufer, später Skimagazin, von 1992 bis 2004 unter Walter Kuchlers Leitung durchgeführt wurde und mit dem er die Carving-Ski-Entwicklung dieser Jahre begleitete und beeinflusste. Bis 2021 hat Walter Kuchler über 23 Bücher und Broschüren verfasst (nicht alle sind öffentlich erhältlich). Einige davon sind auch in fremden Sprachen erschienen. Außerdem hat er zahlreiche Beiträge zu Sammelwerken und Zeitschriften verfasst, Vorträge gehalten, Lehrvideos herausgegeben und an vielen Rundfunk- und Fernsehsendungen mitgewirkt.

## Skitechnische Entwicklung
Walter Kuchlers erste größere Ski-Publikationen waren seine vom bayerischen Skiverband 1963 herausgegebene Methodik des Skiunterrichts und der Theorieband (5) im deutschen Skilehrplan (1972), für den er eine Unterrichtslehre zum Skilauf erarbeitet hatte. Die damals bei Gelegenheitsskifahrern übliche Skiausrüstung bestand aus schwach taillierten Ski mit Längen deutlich über der Körpergröße und Skistiefeln mit Schaft oder Spoilern bis zur halben Wadenhöhe. Daran angepasst waren die im Skilehrplan von 1972 dargebotene Skitechnik und die Unterrichtslehre. Unterrichtsziel waren die verschiedenen Formen des Umsteigeschwingens und des Parallelschwingens mit Hoch- oder Tiefentlastung. In einem Anhang über Grundlagen der Skimechanik ließ Walter Kuchler von einem Mitarbeiter damals schon das Schwung-Aussteuern durch Schneiden, also Carven, technisch-mechanisch analysieren. Seine Sportstudenten ermunterte er auch bereits zu geschnittenen Schwüngen. Die damaligen Ski und Schuhe ließen bei erhöhter Geschwindigkeit und nicht zu steilem Gelände Girlanden geschnittener Schwünge zu, die ohne Hoch-Tief-Bewegung allein durch quer zur Fahrtrichtung pendelnde Knieführung ausgelöst wurden.
Dem Gegenstand seiner ersten Skipublikationen blieb er in praktisch allen weiteren Arbeiten und Präsentationen treu: Entwicklung und Verbreitung von Unterrichts- und Fahrformen für Jugendliche, Gelegenheits- und Hobby-Skifahrer mit den Schwerpunkten
- Schnell erlernbare Grundlagen für frühe Fahrfreude
- Körperfreundliche Bewegungen zur Vermeidung von Schäden und Folgeschäden
- Fantasievoll abgewandelte Fahrformen für Fahrfreude und als Anreiz zu ständigem Weiterlernen
- Freiheit zu individuellen Fahrformen und individuellem Fahrstil auf allen Könnensstufen (Ausbildung einer individuellen „motorischen Persönlichkeit“)

Diesen Zielen dienten auch seine Materialentwicklungen, Materialtests und Materialempfehlungen. Beispiele dafür sind seine Skischuhentwicklungen mit Fa. LOWA, Jetzendorf, in den 1970er und 1980er Jahren, und der unter seiner Leitung durchgeführte, in den Zeitschriften SKILÄUFER und SKIMAGAZIN veröffentlichte Skitest, aus dem das Skipublikum Auswahlhinweise und die Carvingski-Hersteller wichtige Impulse erhielten.
In den 1980er Jahren entwickelte Walter Kuchler aus bereits früher gelegentlich propagierten Schwüngen mit Kreuzkoordination von Armen und Beinen eine konsistente Skitechnik, die Diagonaltechnik, die ihre eigentlichen Vorteile für Hobbyskifahrer erst mit der breiten Einführung der Carvingski erfahrbar machte.

## Wirkung
Bereits mit seiner Dissertation zum Sportethos von 1969 zeigte Walter Kuchler seine Absicht und seine Fähigkeit, neue Wege zu erschließen. Die Arbeit ist inzwischen ein oft zitierter Klassiker der Sportwissenschaft. Durch seine vielen Vorträge, Publikationen, Funk- und Fernsehauftritte ist Walter Kuchler einer der wichtigsten Fachleute im Skilehrwesen. Seine zahllosen Schüler verbreiten seine Lehrmethoden und die von ihm entwickelten Fahrformen und wenden sie selbst als Skilehrer und/oder Skifahrer an. Im November 2001 widmete DIE ZEIT ihm als Wegbereiter des Carvens einen ganzseitigen Aufsatz und in Ausgabe 14/2001 von ZEIT ONLINE einen Artikel mit der Überschrift „Walter »the Carver« Kuchler“.

## Publikationen

### Bücher
- Sportethos. Verlag Joh. Ambrosius Barth, München 1969 (Library of Congress GV 706.K79)
- Theorie Skiunterricht – Skilehrplan Bd. 5., BLV-Verlag, München 1972 (ISBN 3-405-11134-X), Neuauflage 1981 (ISBN 3-405-12025-X)
- Unterrichtstraining Skilauf. Deutscher Verband für das Skilehrwesen, München 1983,
- Skizirkus. CD-Verlag, Böblingen 1985 ( ISBN 3-921432-33-2)
- Gattermann, Erhard; Kuchler, Walter: Wedeln – Umsteigen. Universeller Skilauf. CD-Verlag, Böblingen 1984 (ISBN 3-921432-10-3)
- Skiunterricht – Skilehrplan Bd. 8, BLV-Verlag, München 1987 (ISBN 3-932524-71-3), Neuauflage 2002 (ISBN 978-3-405-13186-9)
- Die neue Skitechnik. rororo 8680. Rowohlt, Reinbek b. Hamburg 1989 (ISBN 3-499-18680-2). Niederländische Ausgabe: De nieuwe Skitechniek. Handboek. Fotos Dieter Menne. Uitgeverij Elmar b.v., Rijswijk 1990 (ISBN 90-6120-822-X)
- Skitechnik international. Echo-Verlagsgesellschaft, Köln 1991 (ISBN 3-926518-43-X)
- Kuchler, Walter; Hellwing, Wolf: Skiwandern. Rowohlt, Reinbek b. Hamburg 1991 (ISBN 3-499-18692-6)
- Ski-Tricks. rororo 8666. Rowohlt, Reinbek b. Hamburg 1991 (ISBN 3-499-18666-7)
- Superski – radikal radial. Skilehrplan von SPORTS. Echo-Verlagsgesellschaft, Köln 1995 (ISBN 3-926518-48-0)
- Skirevolution Carving. Fotos Dieter Menne. Skiverlag Bernhard Kuchler 1997 (ISBN 3-932524-11-X). Polnische Ausgabe: Rewolucja narciarska – karwing. Górnośląska Oficyna Wydawnicza SA., Katowice 1999 (polnisch)
- Carving – neuer Spaß am Skifahren. Rowohlt, Reinbek b. Hamburg 1997 (ISBN 3-499-19462-7)
- Carven. Der Skikurs für Einsteiger und Umsteiger. rororo 19478. Rowohlt, Reinbek b. Hamburg 1998 (ISBN 3-499-19478-3). Polnische Ausgabe: Carving – Kurs jazdy dla poczat kujacuch i dla zmientiajacych technike jazdy. alf-medico press, Bielsko-Biała 2002 (polnisch) (ISBN 83-88778-18-8)
- Fehr, Hubert; Kuchler, Walter: Heiß auf Weiß. Die Skischule mit dem SkiMagazin. Band 21 der SPORTS-Schriftenreihe zum Wintersport. Skimedia e.V.,  Düsseldorf 2008 (ISBN 3-932524-20-9). Polnische Ausgabe: Śmiało na białym. alf-medico press, Bielsko-Biała 2009 (polnisch) (ISBN 978-83-7522-032-2)
- Lernkarten Ski. Ein Werkbuch  von SPORTS  mit Karten als Kopiervorlagen und einer DVD. Fotos Dieter Menne. Band 24 der SPORTS-Schriftenreihe zum Wintersport. Skimedia e.V., Düsseldorf 2010
- Kuchler, Walter; Menne, Dieter:  Skifahren – einfach schön. Band 25 der SPORTS-Schriftenreihe zum Wintersport. Druck und Verlag: Wulff GmbH, Dortmund 2015 (ISBN 978-3-88090-117-9)
- Kuchler, Walter: Skifahren gesund, schonend und sicher. Band 26 der SPORTS-Schriftenreihe zum Wintersport. Druck und Verlag: Wulff GmbH, Dortmund 2016 (ISBN 978-3-88090-119-3)
- Kuchler, Walter: Skilexikon – Stichworte und Themen der alpinen Fahrtechnik. Band 27 der SPORTS-Schriftenreihe zum Wintersport. Druck und Verlag: Wulff GmbH, Dortmund 2017 (ISBN 978-3-88090-120-9)
- Kuchler, Walter; Grüneklee, Alfred: Zeitzeichen Ski alpin – 100 Flugblätter von Sports. Band 28 der SPORTS-Schriftenreihe zum Wintersport. Druck und Verlag: Wulff GmbH, Dortmund 2017 (ISBN 978-3-88090-123-0)
- Kuchler, Walter: Mehr als 1000 Jahre Skifahrkunst. Die Skitechnik in Zeitfenstern. Band 34 der SPORTS-Schriftenreihe zum Wintersport. Druck und Verlag: Wulff GmbH, Dortmund 2021 (ISBN 978-3-88090-139-1)

### Buchbeiträge und Mitarbeit
- Deutscher Skilehrplan. BLV Verlagsgesellschaft, München, in allen Ausgaben 1966–1983
- Sacramentum Mundi (theol. Lexikon), hrsg. K. Rahner. Herder: Freiburg 1969
- Friedrich, Fritz ; Gattermann, Erhard ; Kuchler, Walter: Jugendgemässe Ski-Grundausbildung : Ein Skilehrplan in Lehreinheiten. Verlag Hofmann: Schorndorf b. Stuttgart 1969
- Skilauf in der Schule international. Schriftenreihe des DSV Freizeitsport H. 8. München 1978
- Wolf -D. Brettschneider: Sportunterricht 5-10. Urban & Schwarzenberg. München 1981
- Dortmunder Schriften Bd. 1: Aspekte von Lehre und Forschung. SFT-Verlag Erlensee 1985
- Dortmunder Schriften Bd. 2+3: Das Kind im Zentrum interdisziplinärer sportwissenschaftlicher Forschung. SFT-Verlag Erlensee 1986
- Dortmunder Schriften Bd. 4+5: Perspektiven. SFT-Verlag Erlensee 1987
- Dortmunder Schriften Bd. 6: Anwendungsaspekte sportwissenschaftlicher Forschung. SFT Verlag Erlensee 1991
- Dortmunder Schriften Bd. 8: Sport-Lehrer-Studium. SFT-Verlag Erlensee 1999
- Skigeschichte in "Schneller-Höher-Weiter. Eine Geschichte des Sports". , Insel-Verlag 1996
- Programm Schonskilauf in "Skifahren und Snowboarden heute". Skimedia e.V.  Düsseldorf 2005
- Arno Klien (Red.): Spuren im Schnee. Festschrift für Prof. Hans Zehetmayer. Herausgegeben von Manfred Assl und Franz Klager. Sonderband des Pädagogischen Institutes des Bundes für Niederösterreich. Hollabrunn: Eigenverlag. Wien 2007

### Bildmedien

#### VHS-Videokassetten
- Technikanalyse Slalom. Zusammen mit Michael Koch. 1990
- Technikanalyse Riesentorlauf. Zusammen mit Michael Koch. 1991
- Skifahren gestern und heute. Zusammen mit Jörg Kiesow. 1991
- Faszination Bewegung: Zusammen mit Michael Koch. 1994
- Carvingtechnik. Zusammen mit Rudi Fromm. 1996
- Faszination Carving. Zusammen mit Rudi Fromm. 1997
- Carving für alle. Zusammen mit Jörg Kiesow. 1999
- Carving für Könner. Zusammen mit Jörg Kiesow. 2000
- Die Melodie der Kurven. Zusammen Mit Jörg Kiesow . 2003

#### CD
- Enjoy Emotions. Skigefühle neu entdecken. Zus. mit Thomas Latzel. 2004 (ISBN 3-932524-73-X)

#### DVDs
- Ski total. Zus. mit Jörg Kiesow 2006 ( http://www.skifilme.de/product_info.php/info/p9_Ski-Total-Multimedial.html)
- Lebendige Skigeschichte – historische Skischwünge. Zusammen mit Jörg Kiesow 2007 (http://www.skifilme.de/product_info.php/info/p1_Lebendige-Skigeschichte.html ) Eine Vorschau mit Walter Kucher ist unter http://downloads.skifilme.de/video_geschichte.htm anzusehen
- Spielschwünge. Zus. mit Jörg Kiesow 2008  (http://www.skifilme.de/product_info.php/info/p9_Ski-Total-Multimedial.html)